# Martha Labansenová
Martha Johanne Marie Naja Flavia Labansen (* 18. července 1950, Sisimiut) je grónská státní úřednice, manažerka, novinářka a místní politička za stranu Siumut.

## Životopis
Martha Labansen je dcerou lodního tesaře Hanse Labansena († 1990) a týmové vedoucí Karen Olsen († 2007). V roce 1977 dokončila školení sociálního poradce na Sociální univerzitě v Kodani. Poté pracovala rok na ministerstvu pro Grónsko. V roce 1978 byla krátce ředitelkou Det Grønlandske Hus v Kodani a po svém návratu do Grónska pracovala rok jako učitelka na Sociálně pedagogické škole v Nuuku.
V roce 1979 byla zvolena do městské rady Nuuk za Siumut. Ve stejném roce byla zaměstnána v sociálním ředitelství grónské vlády v rámci zavedení samosprávy. Dne 25. dubna 1980 se provdala za faerského správního náčelníka Stiga Lage (1943–2014), syna obvodního lékaře Erika Lage († 1979) a jeho manželky Karen Waag Jacobsen († 1988). Děti páru jsou produkční specialista Klaus Lage Labansen (* 1974) a bioložka Aili Lage Labansen (* 1977).
V letech 1986 až 1987 byla jmenována vrchní komisařkou sociální práce vlády a v roce 1989 se této funkce ujala natrvalo. V roce 1990 vyvolalo rozhodnutí, které učinila v souvislosti se sociální institucí Aaqa, nelibost mezi ní a Henriette Rasmussen, která byla v té době předsedkyní sociálního výboru v Grónském parlamentu. Když byla Henriette Rasmussen v březnu 1991 jmenována ministryní sociálních věcí, poradila Martě Labansenové, aby druhý den ve funkci dobrovolně rezignovala, ale ona odmítla. Za sporných okolností, po dalším zhoršení spolupráce, byla v srpnu 1991 převedena na ministerstvo zdravotnictví. Jen o pár měsíců později byla v listopadu vládou odvolána. Vzhledem k tomu, že jí nebyl sdělen žádný důvod k výpovědi, případ skončil u soudu, kde bylo v roce 1993 vyplaceno Labansenové odstupné ve výši 700 000 korun.
V květnu 1992 byla jmenována místní předsedkyní Siumut v Nuuku.  V srpnu 1992 byla najata jako vedoucí vydavatelství novin Atuagagdliutit. V červenci 1993 byla jmenována ředitelkou a šéfredaktorkou Atuagagdliutit, což vedlo k její rezignaci na funkci předsedkyně strany Siumut v Nuuku.  V letech 1995 až 1997 byla vedoucí informací v KNI. V roce 1998 se angažovala v grónské komunitní organizaci KANUKOKA, kde byla v roce 2000 jmenována ředitelkou. V roce 2013 odešla do důchodu ve věku 63 let. 
Martha Labansenová byla členkou grónské soudní komise v letech 1995 až 2003. Od roku 2003 do roku 2005 předsedala strukturálnímu výboru, který vyústil v reformu místní správy z roku 2009. V letech 2007 až 2014 byla předsedkyní dozorčí rady Royal Arctic Line. V letech 2014 až 2016 byla místopředsedkyní dozorčí rady Kulturního centra Insp! v Roskilde. Od roku 2016 působí ve své poradenské firmě Angerla. V roce 2020 byla jmenována předsedkyní vládní komise pro kolektivní vyjednávání.
Dne 24. června 2004 obdržela Labansen Nersornaat ve stříbře.